# Charinus caatingae
Espèce
Charinus caatingae est une espèce d'amblypyges de la famille des Charinidae.

## Distribution
Cette espèce est endémique de Bahia au Brésil. Elle se rencontre à Várzea Nova dans la grotte Fazenda Jurema.

## Description
Les femelles mesurent de 8,84 à 12,60 mm.
La carapace des femelles décrites par Miranda, Giupponi, Prendini et Scharff en 2021 mesure 3,10 mm de long sur 4,03 mm et 3,60 mm de long sur 4,69 mm.

## Étymologie
Son nom d'espèce lui a été donné en référence au lieu de sa découverte, la caatinga.

## Publication originale
- Vasconcelos & Ferreira, 2016 : « Description of two new species of Charinus Simon, 1892 from Brazilian caves with remarks on conservation (Arachnida: Amblypygi: Charinidae). » Zootaxa, no 4072(2), p. 185–202.